# Momia: la resurrección
Momia: la resurrección es un juego de rol narrativo ambientado en el "Mundo de Tinieblas" de White Wolf publicado en español por La Factoría de Ideas. Los personajes que se interpretan son una combinación de algo viejo y algo nuevo, un híbrido entre un antiguo espíritu egipcio y un alma del mundo actual reforzado por Osiris con una misión milenaria, conocidos en el juego como "Amenti", en esencia se trata de momias resucitadas en el mundo moderno. El objetivo de los personajes es preservar la vida frente a la destrucción y el olvido que un mal sempiterno intenta desatar sobre el mundo. La primera edición sólo se publicó en inglés y al igual que la segunda (en inglés y castellano), partieron como suplementos de Vampiro la Mascarada. El juego fue publicado el 19 de marzo de 2001 en su tercera edición.

## Tipos de Amenti
Una Amenti resulta de la fusión de un Nehem-sen con un determinado Tem-akh o fragmento espiritual, a continuación se presentan los 6 tipos de Amenti originados del tipo de fragmento espiritual fusionado con el anfitrión mortal recién fallecido.
| Tipo de Amenti | Tem-akh  | Traducción             | Senda Hekau Primaria |
| -------------- | -------- | ---------------------- | -------------------- |
| Kher-minu      | ka       | Custodio de Tumbas     | Amuletos             |
| Khri-habi      | ba       | Portador de Pergaminos | Alquimia             |
| Mesektet       | sahu     | Sol Nocturno           | Celestial            |
| Sakhmu         | khu      | Cetro Espiritual       | Icono                |
| Sefekhi        | khaibit  | Desatado               | Nigromancia          |
| Udja-sen       | especial | Enjuiciado             | cualquiera           |

### Kher-minu
El ka escoge a su anfitrión mortal entre la gente que tiene poco instinto protector o amor por sus vidas y cuerpos. En su Tercera Vida, el kher-minu o Custodios de Tumbas es inmune a la tentación de los viejos vicios, aunque recuerda su anterior desesperación con claridad cristalina. La nueva momia puede hablar de los horrores de la Segunda Vida con un celo que roza el fanatismo. Hay muy pocos individuos que pueden igualar el impulso de autopreservación de aquellos que antes ni siquiera se molestaban en salvar su propia vida.
La fascinación de la mayoría de los Kher-minu parece contradictoria para quienes no comprenden sus orígenes. Los espíritus ka seleccionan sus anfitriones entre la gente hermosa, pero siguen vinculados irremisiblemente a los muertos marchitos. De igual forma las joyas exquisitas y a veces delicadas de estas momias esconden magia defensiva potente y tremenda fuerza. Los Custodis de Tumbas se han convertido en obras de arte exóticas y atemporales al combinar belleza eterna con su fanático sentido de la responsabilidad.

### Khri-habi
Los Khri-habi son también llamados Portadores del Pergamino o Portadores del Libro. El ba quien marca su nueva vida. El ba es la encarnación espiritual de la mente consciente. Los pocos pero fuertes tem-akh que sobrevivieron a la tormenta espiritual poseen abundante sabiduría y capacidad de liderazgo, y debido a esta fuerza, al espíritu ba le resulta más fácil unirse a un mortal con una psique débil, alguien con un nivel mínimo de pensamiento consciente. El recipiente defectuoso que el ba quiere completar está dominado por el instinto, las costumbres o los dogmas. Los anfitriones ba suelen tener un bajo código moral o poca personalidad. El ba se deshace con rapidez de los comportamientos irreflexivos o contraproducentes surgidos del hábito, la presión de los compañeros o la obediencia ciega a la autoridad. Mirando más allá de las insulsas profundidades de su intelecto malgastado o ausente, el Portador de Pergaminos alcanza nuevas cotas. Mientras aprende a analizar el mundo con su nueva conciencia agudizada, observa las maneras en las que el resto malgasta su potencial.

### Mesektet
Después de haber conocido la perfección del cielo, muchos consideraban el mundo de los vivos un lugar oscuro al que le faltaba la luz divina, y se verían a sí mismos como los portadores de esa luz. Asumieron el nombre de Mesektet, los Soles Nocturnos o Embarcaciones de Ra.
Los sahu buscan a mortales cuya vida se base en el engaño, la superficialidad y la estupidez de una mente corta de miras para completarlos, a gente dominada por el deseo de mentir o engañar. La vida del mortal estaba casi con toda seguridad construida en torno a la explotación del prójimo, y la unión con un tem-akh que ha conocido la perfección del paraíso le inspira para expiar sus errores del pasado. El Mesektet enfoca las artimañas que antes usaba para fines vergonzosos en la redención.
Nadie puede atisbar el plan del Creador con tanta claridad como aquel que ha caminado por la tierra prometida. Esa comprensión no quiere decir necesariamente que los Mesektet sean simplemente visionarios acomodaticios que esperan que se hagan realidad sus revelaciones.

### Sakhmu
Los Sakhmu o Cetros Espirituales que acaban de resucitar se regodean en la nueva inspiración que han recibido. Sus manos se mueven con una gracia que les resultaba esquiva durante su Segunda Vida. Les acosan visiones que atisban con el rabillo del ojo, y su imaginación estalla como nunca lo había hecho antes. El Sakhmu siente que hay imágenes de más allá del reino físico que se abren camino hacia la realidad utilizándole como vehículo, y es irresistible (ni tan solo por un instante) el consecuente impulso creativo, que a su vez puede provocar asombro a quien contempla sus creaciones y observa un atisbo fragmentario de la divinidad.
Los Sakhmu están continuamente ganando mayor comprensión de su papel de eterno vínculo entre los dos mundos, y se consideran las manos de un gran arquitecto que pueden ayudar a construir las puertas por las que otros podrán penetrar en los reinos espirituales.

### Sefekhi
La llamada de Osiris ha dotado a las khaibit de nuevos objetivos. Detectan a un mortal cuyo lado oscuro sea frágil y débil; el alma sombría siempre se une a un nuevo espíritu tímido, reprimido o poco asertivo, una quietud que puede deberse a la falta de motivación o de agresividad, la fuerza de voluntad, el pacifismo o una rígida autodisciplina. De todos los tem-akh, la khaibit es la que presenta mayor dificultad a la hora de adaptarse al alma con la que se funde.
La Amenti sufre una variante inmensamente dolorosa del Gran Rito, destinada a controlar la violenta khaibit. El cuerpo, poseído por las sombras, se envuelve en vendas inscritas con hechizos protectores. Sólo mediante la amputación de los órganos sexuales y la escarificación ritual pueden mitigar los Sefekhi, o Desatados, los instintos siniestros que impulsan su ser. Intentan en todo momento enfocar su enfurecido exceso de energía en tareas constructivas, y por ello, los Sefekhi se convierten en los soldados de las Amenti, cumpliendo las tareas más violentas y peligrosas.

### Udja-sen
En algunas ocasiones, el tem-akh reemplaza la porción débil o poco desarrollada del alma del fallecido, pero puede que otras de las porciones del alma moderna sean también demasiado débiles para soportar los rigores de la inmortalidad. Puede que vivamos tiempos desesperados, pero el caso es que en ocasiones los jueces no condenan a toda un alma que consideren deficiente, sino que eliminan las porciones corruptas, y después los Jueces de Ma'at deforman el tem-akh... en cierto sentido, lo estiran, para cubrir la herida espiritual de la momia. Cualquier función que pudiese cumplir el espíritu completivo, así como la mayoría de los recuerdos, se borran, y la unión resultante del cuerpo y alma sigue pudiendo resucitar, pero posee una especie de herida mística.
La senda del Udja-sen o Enjuiciado, por los reinos sobrenaturales del mundo está plagada de problemas. Al contrario que los otros nuevos Renacidos, no posee el beneficio de un tem-akh consciente que le explique el camino de Ma'at, ni acepta la existencia de Osiris como una verdad evidente. Está perdido, con su propio corazón como única guía que le conduce por la oscura realidad invisible para los mortales. Esperando alcanzar algún tipo de redención (y con miedo al fracaso), el Udja-sen actúa de forma cuidadosamente reflexiva.

## Sistema de juego
El sistema de juego de Momia: la Resurrección es el llamado Sistema Narrativo, habitual en los juegos de rol editados por White Wolf, y que ya está presente (con adaptaciones) en otros juegos de la franquicia como Mago: la ascensión, Vampiro: la mascarada, o Changeling: el ensueño.
En su primer inicio (alrededor de 1992) Momia: la resurrección fue lanzado como un suplemento de reglas de tapa blanda para Vampiro La Mascarada, que imprimió reglas que permitían jugar como una momia inmortal originaria del antiguo Egipto. Las reglas también brindan la opción de jugar como un personaje de momia originario de la antigua China o los antiguos Andes. Las reglas establecían que el personaje de la momia resucitada fue revivido combinando su alma original con su cuerpo momificado usando un hechizo mágico otorgado por el dios Osiris (momias egipcias), antiguos espíritus incas (momias sudamericanas) o los ocho inmortales (momias chinas). Se consideró que el personaje de la momia tenía siglos de antigüedad y había logrado vivir sin ser detectado entre los humanos a lo largo de la historia.
La segunda edición del suplemento (1997) fue similar a la primera, pero actualizó las reglas con respecto a las momias, su papel dentro del Mundo de las Tinieblas y las alineó con el trasfondo y la metatrama de la segunda edición de Vampiro La Mascarada. La tercera edición en inglés en 2001 por parte de White Wolf Publishing, y en español en 2002, por parte de La Factoría de Ideas.